# Paranoid (chanson de Black Sabbath)
Pour les articles homonymes, voir Paranoid.
Singles de Black Sabbath
The Wizard
(1970) Iron Man
(1971)
Paranoid est une chanson du groupe britannique de heavy metal Black Sabbath extraite de leur second album éponyme, paru en 1970.
Paranoid est régulièrement classée comme l'une des plus grandes chansons de heavy metal de tous les temps. Le titre est généralement associé à la fois à Ozzy Osbourne et à Black Sabbath en raison de sa popularité. Bien qu'Ozzy Osbourne ait quitté le groupe en 1979 pour poursuivre sa carrière solo, il continue à interpréter le titre normalement à la fin de chaque concert.
Le single s'est vendu à plus de 200 000 exemplaires en France.
Différentes versions live ont été enregistrées par Osbourne. Cela est dû aux changements de membres depuis la composition originale de Blizzard of Ozz en 1980. Toutes ces versions incluent les guitaristes Randy Rhoads, Brad Gillis, Jake E. Lee et Zakk Wylde (versions qui ont été enregistrées et publiées plus tard).
Cette chanson a été la dernière interprétée par le groupe lors du dernier concert de leur tournée d'adieu en 2017.

## Reprises
Le titre Paranoid a été repris en particulier par :
- The Dickies, The Incredible Shrinking Dickies en 1979 ;
- Cindy & Bert, une version schlager allemande, intitulée Der Hund von Baskerville ;
- Type O Negative, sur l'album The Origin of the Feces (réédition en 1994)
- Megadeth, sur l'album hommage Nativity in Black en 1994 ;
- The Dillinger Escape Plan, Under the Running Board (réédition en 2002) ;
- Avenged Sevenfold, sur l'album hommage Covered, A Revolution in Sound paru en 2009 ;
- Green Day, sur leur tournée 21st Century Breakdown ;
- Metallica a joué le titre en live pour le 25e anniversaire du Rock and Roll Hall of Fame avec Ozzy Osbourne.
- No One Is Innocent, sur l'album Frankenstein

## Composition du groupe
| Black Sabbath (1970) - Ozzy Osbourne — chant - Tony Iommi — guitare - Geezer Butler — basse - Bill Ward — batterie | Ozzy Osbourne (1982) - Ozzy Osbourne — chant - Brad Gillis — guitare - Rudy Sarzo — basse - Tommy Aldridge — batterie |

## Liste des titres
| A. | Paranoid   | 2:45 |
| B. | The Wizard | 4:20 |

| A. | Paranoid  | 2:50 |
| B. | Rat Salad | 2:30 |

| A. | Paranoid       | 2:50  |
| B. | Happy Being Me | 15:54 |

| A. | Paranoid   | 2:50 |
| B. | Evil Woman | 3:25 |

| A. | Paranoid         | 2:50 |
| B. | Tomorrow's Dream | 3:11 |

| A. | Paranoid  | 2:50 |
| B. | Snowblind | 5:25 |

## Classements musicaux
| Année | Rang | Presse                     | Classement                           | Réf    |
| ----- | ---- | -------------------------- | ------------------------------------ | ------ |
| 1976  | 41e  | New Musical Express        | « All Time Top 100 Singles »         | [ 3 ]  |
| 1989  | 81e  | Spin                       | « 100 Greatest Singles of All Time » | [ 4 ]  |
| 1989  | 16e  | Radio Veronica             | « Super All-Time List »              | [ 5 ]  |
| 1994  | *    | Rock and Roll Hall of Fame | « 500 Songs That Shaped Rock »       | [ 6 ]  |
| 1998  | 84e  | Guitarist                  | « Top 100 Guitar Solos of All-Time » | [ 7 ]  |
| 2004  | 250e | Rolling Stone              | « 500 Greatest Songs of All Time »   | [ 8 ]  |
| 2004  | *    | Q                          | « 1010 Songs You Must Own! »         | [ 9 ]  |
| 2006  | 100e | Q                          | « 100 Greatest Songs of All Time »   | [ 10 ] |
| 2006  | 34e  | VH1                        | « 40 Greatest Metal Songs »          | [ 11 ] |
| 2008  | 4e   | VH1                        | « 100 Greatest Hard Rock Songs »     | [ 12 ] |

## Classements hebdomadaires
| Classement (1970-1971)                  | Meilleure place |
| --------------------------------------- | --------------- |
| Allemagne (GfK Entertainment)           | 3               |
| Autriche (Ö3 Austria Top 40)            | 3               |
| Belgique (Flandre Ultratop 50 Singles)  | 2               |
| Belgique (Wallonie Ultratop 50 Singles) | 1               |
| Canada (RPM 100 Singles)                | 34              |
| États-Unis (Billboard Hot 100)          | 61              |
| France (SNEP)                           | 7               |
| Irlande (Irish Singles Chart)           | 12              |
| Italie (FIMI)                           | 9               |
| Norvège (VG-lista)                      | 6               |
| Pays-Bas (Single Top 100)               | 2               |
| Royaume-Uni (UK Singles Chart)          | 4               |
| Suisse (Schweizer Hitparade)            | 2               |

| Classement (2025)                         | Meilleure place |
| ----------------------------------------- | --------------- |
| Allemagne (GfK Entertainment)             | 50              |
| Autriche (Ö3 Austria Top 40)              | 58              |
| États-Unis (Hot Rock & Alternative Songs) | 12              |
| Irlande (Irish Singles Chart)             | 28              |
| Norvège (VG-lista)                        | 48              |
| Nouvelle-Zélande (RMNZ)                   | 34              |
| Pays-Bas (Single Top 100)                 | 72              |
| Royaume-Uni (UK Singles Chart)            | 20              |
| Royaume-Uni (UK Rock Chart)               | 1               |
| Suède (Sverigetopplistan)                 | 70              |
| Suisse (Schweizer Hitparade)              | 78              |